# Местенеас, Димитриос
Димитриос Местенеас (Δημήτριος Μεσθενέας Фессалоники ? — Месолонгион 10/11 апреля 1826 года) — греческий революционер, издатель первой регулярной газеты  революционной Греции, первым опубликовал Гимн свободе  Дионисия Соломоса, ставшим в дальнейшем Национальным Гимном Греции.

## Биография

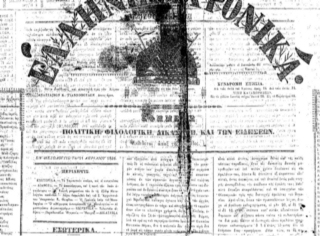
Ellinika chronika. Le journal de Missolonghi de J.J Mayer, considéré comme le premier journal de Grèce.

Димитриос Местенеас родился в середине XVIII века в македонской столице городе Фессалоники. Происходил из старинного и знатного фессалоникийского рода и его настоящая фамилия была Местанес или Местенес. В сентябре 1820 года он был арестован османскими властями и заключён в фессалоникийскую тюрьму за преподавание детям запрещённых революционных песен Ригаса Фереоса. С началом Греческой революции 1821 года ему удалось добраться в эпицентр восстания на юге греческих земель и принять участие в военных действиях. В 1823 году он упоминается в исторических документах революции. К этому времени он архаизировал свою фамилию на Местенеас. Осенью 1823 года Местенеас оказался в городе Месолонгион и принял участие в обороне города (Вторая осада Месолонгиона). В октябре 1824 года в Месолонги, по его вызову прибыл его родственник Георгиос Кирьякис, двоюродный брат консула Дании в Фессалоники, также фессалоникийца, Эммануила Кирьякиса. В Месолонги Местенеас познакомился с английским полковником и филэллином Лестером Стэнхоупом. Полковник Стэнхоуп рекомендовал ему швейцарского филэллина и демократа Майера.
На привезённом Стэнхоупом типографском оборудовании Местенеас, имевший опыт типографа и имея от трёх до пяти типографских работников, включая своих родственников, начал печатать газету «Эллиника Хроника» (греч. Ελληνικά Χρονικά). Майер стал её редактором.
Первая газета революционной Греции была издана в городе Каламата Феоклитом Фармакидисом в августе 1821 года, но вышло только три номера: 1, 5 и 20 августа.
В силу этого, в Греции принято считать что первой газетой революции была именно «Эллиника Хроника», выходившая с перерывами, по причине осады, с 1 января 1824 года по 20 февраля 1826 года.
Местенеас в 1825 году напечатал в своей газете впервые Гимн свободе Дионисия Соломоса, первые четверостишия которого в дальнейшем стали Национальным Гимном Греции.
Во время третьей обороны Месолонгиона и при наступившем голоде историография отмечает что Местенеас был первым, не побрезговавшим есть кошку и подавшим пример другим защитникам города.
Димитрис Местенеас, также как и Майер, погиб при прорыве измождённых защитников Месолонгиона в ночь с 10 на 11 апреля 1826 года.